# В'яз низький
В'яз низький (Ulmus pumila) — вид квіткових рослин з родини в'язових (Ulmaceae). Поширення: Азія від Казахстану до Кореї.

## Біоморфологічна характеристика
Це дерево заввишки до 25 метрів, діаметр до 1 метра; листопадне. Кора темно-сіра, нерівномірно поздовжньо тріщинувата. Гілочки жовтувато-сірі, голі або запушені, безкрилі та без коркового шару, з розсіяними сочевицями. Ніжка листка 4–10 мм, запушена. Листкова пластинка від еліптично-яйцеподібної до еліптично-ланцетної, 2–8 × 1.2–3.5 см, знизу запушена в молодому віці, але потім гола або з пучками волосків у пазухах жилок або іноді з кількома волосками на середній жилці та в розвилках вторинних жилок, зверху гола, основа від косо до симетрично тупої до округлої, край просто або іноді подвійно пилчастий, верхівка від гострої до загостреної; вторинних жилок 9–16 з кожного боку середньої жилки. Суцвіття зібрані в пучки на гілочках другого року. Оцвітина 4-лопатева, на краю війчаста. Крилатки білувато-коричневі, від ± округлих до рідко широко оберненояйцеподібних або еліптичних, 1–2 × 1–1.5 см, голі, за винятком запушення на рильцеподібній поверхні; ніжка 1–2 мм, запушена; оцвітина стійка. Насіння в центрі або іноді трохи ближче до верхівки крилатки. Період цвітіння та плодіння: березень — травень. 2n = 28.

## Середовище
Населяє схили, долини, рівнини; на висотах 1000–2500 метрів.

## Використання
Це дерево було широко інтродуковане по всьому світу, зокрема до Європи та Північної Америки. Вид також можна культивувати в межах його природного ареалу. Цей вид використовується для отримання деревини, яку можна використовувати для виготовлення човнів та сільськогосподарського обладнання. Його також можна висаджувати в сільськогосподарських регіонах як вітрозахисний бар'єр, для захисту посівів та зменшення ерозії ґрунту. Кору дерева також можна подрібнювати та використовувати як загусник у виробництві деяких продуктів харчування, а плоди можна використовувати для приготування соусів та вина. Цей вид також був широко інтродукований до Європи та Північної Америки як декоративне та вуличне дерево. Однак у західній частині Північної Америки цей вид вважається серйозною інвазивною рослиною, яка має значні екологічні наслідки.

## Галерея

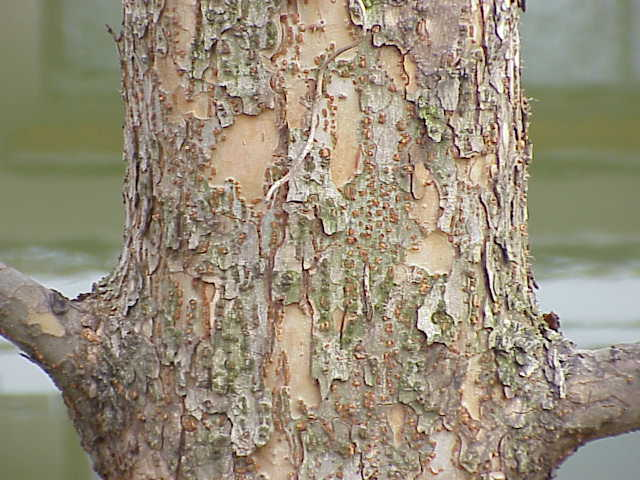
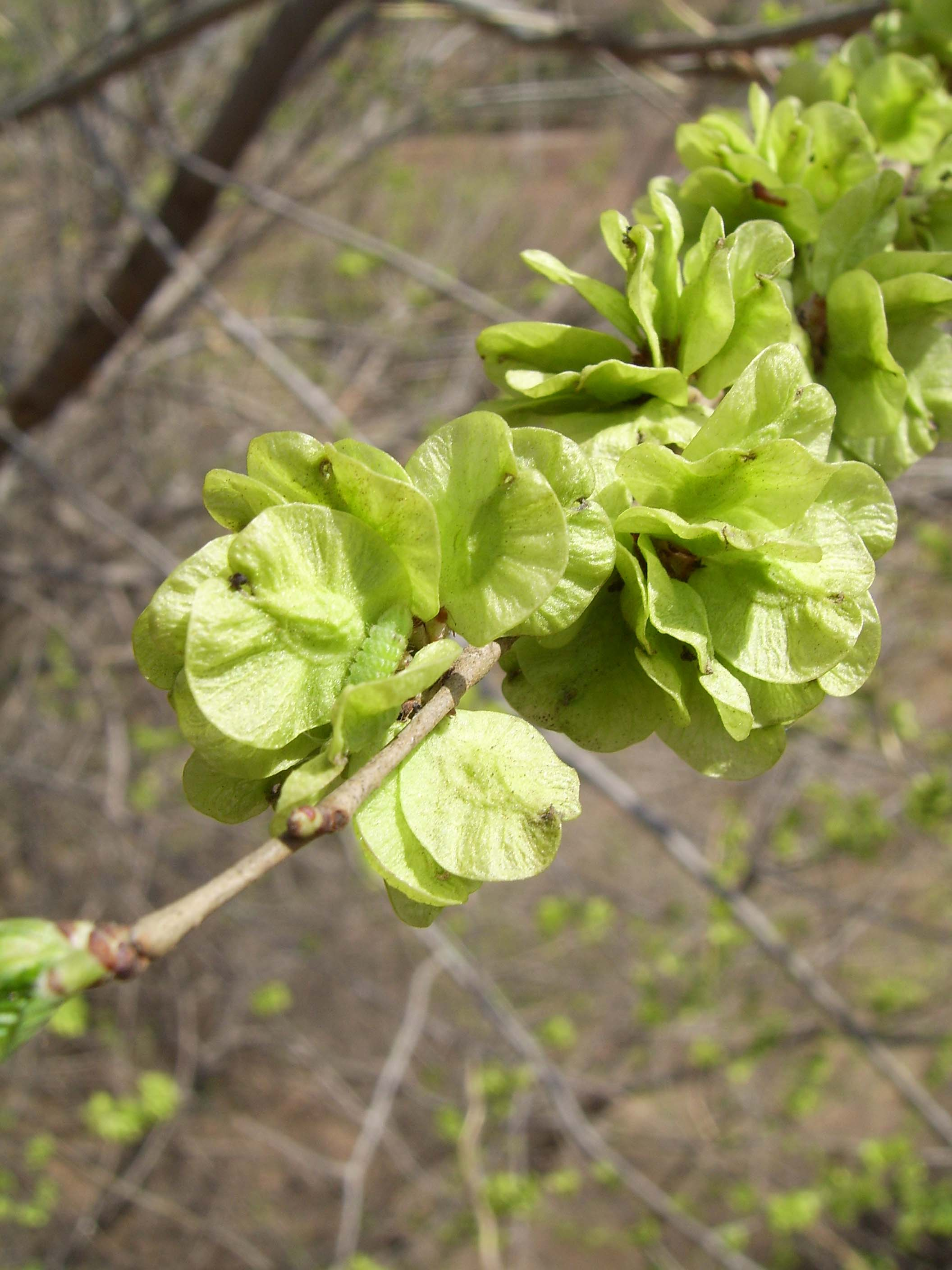
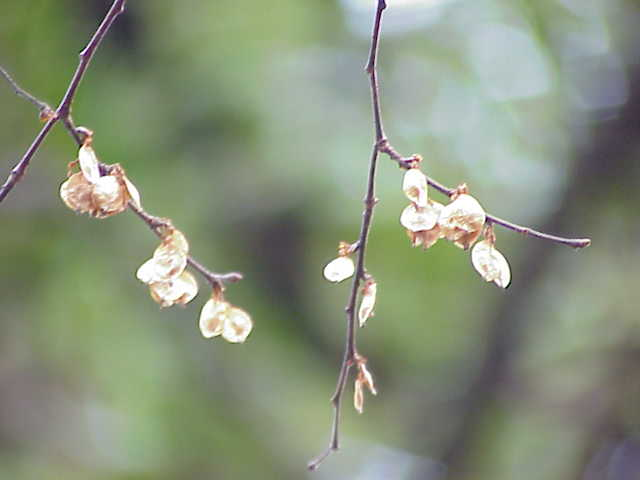